# Ernst Beuthke
Ernst Beuthke (Ernst Gustav Philip Beuthke) (* 3. März 1903 in Deutsch-Wilmersdorf; † 11. August 1943 im KZ Sachsenhausen) war Widerstandskämpfer gegen den Nationalsozialismus, Spanienkämpfer und NS-Opfer.

## Leben
Beuthke wurde in der damals selbständigen Gemeinde Deutsch-Wilmersdorf geboren (heute ein Stadtteil von Berlin). Seine Eltern waren der Bügler Richard Beuthke und dessen Ehefrau Anna Beuthke. Zusammen mit ihm wuchsen die Geschwister Fritz, Walter (* 1904)  und Lotte (* 1909) auf. Ernst erlernte als einziger der Söhne keinen Beruf. Er arbeitete zuerst als Lagerarbeiter und leitete dann bei Siemens ein Lager. Von 1928 bis 1933 war er arbeitslos. Im Jahr 1927 heiratete er Ella, geborene Dahlke. Das Ehepaar hatte eine Tochter Doris, geboren am 15. August 1934.
Frühzeitig orientierte er sich politisch in kommunistischen Organisationen und wurde Mitglied in der Kommunistischen Partei Deutschlands (KPD). Er engagierte sich wie seine Familienangehörigen gegen den aufkommenden Nationalsozialismus. Er wurde 1933 bei einer Auseinandersetzung mit SA-Leuten in der Gegend der heutigen General-Barby-Straße / Scharnweberstraße durch einen Bauchschuss schwer verwundet. In der Charité konnte jedoch sein Leben gerettet werden. Nach seiner Genesung wurde es ihm nach der Machtübergabe an die NSDAP in Deutschland zu gefährlich und er floh Ende 1933 in die Sowjetunion.
Im Oktober 1936 trat Beuthke den Internationalen Brigaden der Spanienkämpfer bei, kehrte nach dem Ende der Kämpfe als Offizier in die Sowjetunion zurück und arbeitete dort in einem Panzerwerk im Kaukasus. Im Jahr 1943 gelangte er über Umwege nach London. Von dort flog er mit einem britischen Flugzeug nach Berlin und sprang mit einem Funkgerät westlich der Stadt ab und schloss sich hier einer der Widerstandsgruppen an, die bei ihrer Bekämpfung durch die Gestapo unter dem Namen „Rote Kapelle“ geführt wurden. Als viele ihrer Mitglieder und Verbindungsleute 1942 verhaftet wurden, versuchte Beuthke, die gekappten Verbindungen zu den nicht Enttarnten wiederherzustellen. Dabei beherbergte ihn eine Zeit lang die Widerstandskämpferin Ella Trebe. Als die NS-Behörden davon Kenntnis erhielten, wurde Beuthke verhaftet und in das KZ Sachsenhausen deportiert. Dort wurde er am 11. August 1943 mit sieben seiner Familienmitglieder auf dem Industriehof des KZ ermordet.

## Ehrung

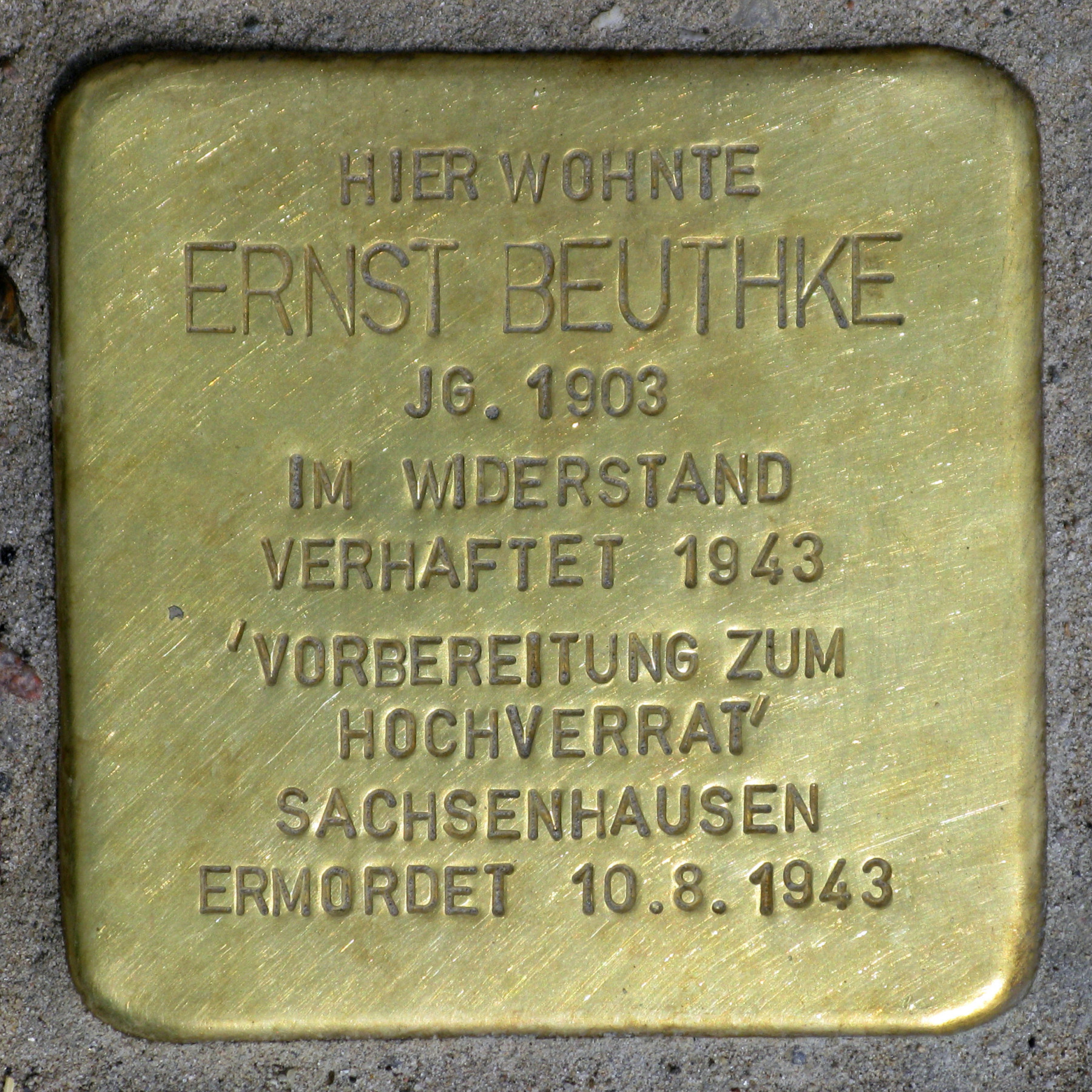

Am 7. Juni 2013 wurden für ihn und alle ermordeten Familienmitglieder Stolpersteine in der Berliner Quäkerstraße 28 verlegt.